# 温书豪
温书豪（1981年—）是中国物理化学家，企业家，晶泰科技董事长及联合创始人。

## 履历
温书豪具有丰富的计算物理学和量子化学背景，他发表了36篇论文，被引用超过2900次。
温书豪在中国科学院获得物理化学博士学位，之后在加州大学河滨分校和麻省理工学院从事博士后研究，2015年与麻省理工学院另外两名量子物理学者马健和赖立鹏创立了晶泰科技，并担任董事长。
2018年至2021年任浙江大学客座教授。
2024年，他被麻省理工学院校长提名为麻省理工学院化学系访问委员会成员。同年，晶泰科技在港交所成功上市，成为港交所新规第18C章专业技术公司上市规则下首单IPO。晶泰科技是大中华区首单“AI药物研发”类IPO、首单“AI+机器人”类IPO，上市三个月内，公司市值突破500亿港币。
温书豪还是一名天使投资人。通过孵化、投资以及与晶泰科技的合作，他协助创立了十多家生物技术和制药领域的初创公司，包括METiS Pharmaceuticals、Signet Therapeutics、Leman Biotech 和 META Pharmaceuticals Inc.